# San Pedro (Los Angeles)

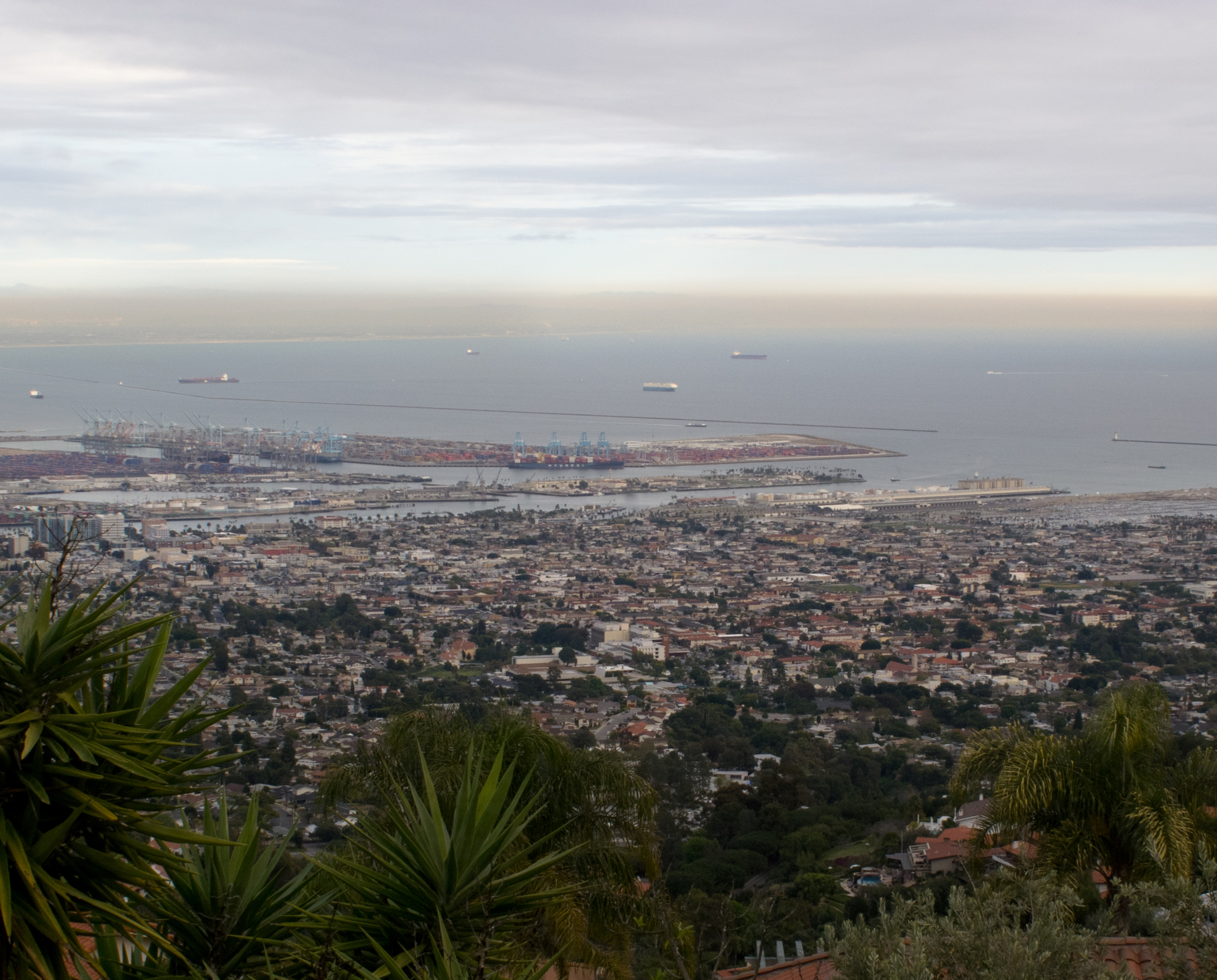
Zicht op San Pedro en de haven van Los Angeles

San Pedro is een havenbuurt in de Amerikaanse stad Los Angeles (Californië). De Haven van Los Angeles is de grootste zeehaven van de Verenigde Staten en ligt deels op het gebied van San Pedro. In San Pedro is ook een terminal voor cruiseschepen die vanuit de haven vertrekken. Oorspronkelijk werd de buurt gedomineerd door de visserij, maar over de jaren is San Pedro een middenklassegemeenschap van LA geworden. Sinds 1909 maakt San Pedro ook officieel deel uit van de stad Los Angeles.
Volgens de census van 2000 woonden er 80.065 mensen in de wijk. In 2008 werd het aantal inwoners berekend op 86.012. Er zijn veel inwoners van Mexicaanse origine, gevolgd door Italiaanse.

## Bezienswaardigheden
- museumschip USS Iowa (BB-61)
- Cabrillo Marine Aquarium
- Korean Bell of Friendship
- Los Angeles Maritime Museum
- Mary Star of the Sea Catholic Church
- Point Fermin Light
- SS Lane Victory
- Vincent Thomas Bridge

## Geboren
- Matt Hemingway (1972), hoogspringer